# Elecciones regionales del Lacio de 2023
Las elecciones regionales del Lacio de 2023 tuvieron lugar el 12 y 13 de febrero de 2023 para la elección del Consejo Regional y del Presidente de la Región. Se celebraron al mismo tiempo que las elecciones regionales de Lombardía de 2023, según lo decidido por el gobierno italiano el 9 de diciembre de 2022.
El 12 de octubre de 2022, el presidente del Lacio, Nicola Zingaretti, decidió dimitir tras haber sido elegido para el parlamento nacional.
En las elecciones, la coalición de centroderecha ganó con la mayoría del voto popular, obtuvo una mayoría de 11 escaños y tomó el control del Consejo Regional del Lacio por primera vez desde 2013.

## Ley electoral
Al igual que en las demás regiones con estatuto ordinario, las elecciones regionales de Lacio también se rigen por la legislación nacional (Ley Tatarella), que ha sido modificada por la ley regional 2/2005. Esta última ley fue reemplazada por el consejo regional del Lacio con la aprobación de la ley regional 10/2017.

### Sistema electoral
Tanto el a presidencia de la región como los miembros del consejo regional del Lacio son elegidos por sufragio universal, con voto libre y secreto.
El candidato presidencial que obtenga la mayoría de votos a nivel regional es elegido gobernador. Sin embargo, un puesto como consejero regional está reservado para el primero de los candidatos no electos. Si la lista o coalición del candidato electo no supera el 60% de los escaños, se otorgará una prima de gobernabilidad de 10 escaños, asignados entre los candidatos a directores no electos con proporciones proporcionales según el método de cociente y residuo electoral. Este sistema sustituye a las listas cerradas, vinculadas a cada candidato presidencial, vigentes hasta las elecciones anteriores.
Los 40 consejeros regionales restantes son, en cambio, elegidos con base en una competencia entre listas dentro de los cinco distritos electorales, coincidiendo con las cuatro provincias del Lacio y la Ciudad metropolitana de Roma Capital. El sistema electoral es proporcional según el cociente Hagenbach-Bischoff.
La nueva ley electoral también introduce la preferencia de género, es decir, un límite de representación establecido en el 50% de los candidatos del mismo sexo en las listas provinciales, la prohibición de un tercer mandato consecutivo para el presidente y la obligación del Consejo Regional de convocar a nuevas elecciones en el plazo de tres meses en caso de disolución anticipada.

### Modalidad de voto
Los votantes votaron por los dos cargos en una sola papeleta, de color verde. Hay tres métodos de votación:
- Votar solo a la lista del distrito, que también se considera extendida al candidato a presidente. Además, es posible expresar hasta dos preferencias por un candidato a consejero regional, indicando su nombre y apellido. De acuerdo con la regla sobre preferencia de género, en caso de dos opciones, una debe estar dirigida a un candidato masculino y la otra a una candidata femenina.[4]
- Votar al candidato a presidente y a una lista de distrito. Se considera válida la votación dividida, es decir, la elección de una lista de distrito y un candidato a presidente no vinculado a la misma. También en este caso, es posible elegir hasta dos candidatos a consejeros, siempre que sean de distinto sexo.[4]
- Votar solo candidato a presidente, que no se considera extendido a la lista ni a la coalición en su apoyo.[4]

### Escaños por circunscripción
Como prevé la ley autonómica 10/2017, es deber del Presidente de la Región fijar el número de escaños por circunscripción electoral en función de la población residente en ellas a partir de los datos del último Censo General.
| Provincias                  | Escaños |  |
| Frosinone                   | 3       |  |
| Latina                      | 6       |  |
| Rieti                       | 2       |  |
| Roma                        | 35      |  |
| Viterbo                     | 3       |  |
| Candidatos a la presidencia | 2       |  |
| Total                       | 51      |  |

## Candidatos
- Donatella Bianchi, periodista y presentadora de televisión, apoyada por el Movimiento 5 Estrellas y la lista del Polo Progresista de izquierda y ecologista (que incluye a Izquierda Italiana y a Coordinación 2050).[5]
- Alessio D'Amato, saliente consejero regional de salud, apoyado por la coalición de centroizquierda compuesta por el Partido Democrático, Acción - Italia Viva, Más Europa, Radicales Italianos, Volt Italia, Democracia Solidaria, Partido Socialista Italiano, Verdes e Izquierda y la lista cívica D'Amato Presidente.[6][7]
- Sonia Pecorilli, apoyada por el Partido Comunista Italiano.[8]
- Rosa Rinaldi, sindicalista y política, apoyado por Unión Popular (Democracia y Autonomía, Poder al Pueblo, Refundación Comunista y otros partidos de la lista).[9]
- Francesco Rocca, expresidente de la Cruz Roja Italiana, apoyado por la coalición de centroderecha compuesta por Hermanos de Italia, Liga, Forza Italia, Nosotros Moderados – Renacimiento, Unión de Centro – Verde es Popular y la lista cívica Rocca Presidente.[10]

### Presentación de las candidaturas
Alessio D'Amato, saliente consejero regional de salud, fue el primero en anunciar oficialmente la candidatura el 14 de diciembre de 2022, tras la decisión de la dirección general del Partido Democrático de converger en su figura, señalada por el Tercer Polo. El 22 de diciembre presentó su coalición, en la que confluyeron varios partidos de centroizquierda.
El 19 de diciembre la coalición de centroderecha, tras valorar la figura de Fabio Rampelli, señala como su candidato al presidente de la Cruz Roja Italiana Francesco Rocca (quien renunció luego para aceptar la candidatura).
El 27 de diciembre de 2022, el Movimiento 5 Estrellas lanzó la candidatura de la periodista Donatella Bianchi, quien aceptó el 12 de enero siguiente. En su figura también convergieron Izquierda Italiana y Coordinación 2050, presentando una lista común.
La coalición de izquierda Unión Popular (Democracia y Autonomía, Poder al Pueblo, Refundación Comunista y otros partidos de la lista) presentó a Rosa Rinaldi, sindicalista y exsubsecretaria de trabajo y seguridad social en el Segundo Gobierno Prodi.
El Partido Comunista Italiano presentó a Sonia Pecorilli, enfermera, sindicalista y consejera comunal de Sermoneta.

### Candidaturas rechazadas
El líder del Movimiento Más Italia Fabrizio Pignalberi anunció su candidatura apoyada por las listas Cuarto Polo y Juntos por el Lacio. Tras la decisión de la Corte de Apelaciones de excluir sus listas por irregularidades en la recolección de firmas, Pignalberi se retiró de la competencia electoral.

## Partidos y candidatos
A continuación se enumeran los partidos y candidatos para la elección.
| Partido político o alianza | Partido político o alianza       | Listas constituyentes                             | Listas constituyentes      | Resultados previos | Resultados previos | Candidato         | Candidato |
| Partido político o alianza | Partido político o alianza       | Listas constituyentes                             | Listas constituyentes      | Votos (%)          | Escaños            | Candidato         | Candidato |
| -------------------------- | -------------------------------- | ------------------------------------------------- | -------------------------- | ------------------ | ------------------ | ----------------- | --------- |
|                            | Coalición de centroizquierda     |                                                   | Partido Democrático        | 21,3               | 18                 | Alessio D'Amato   |           |
|                            | Coalición de centroizquierda     | Más Europa – Radicales Italianos – Volt           | 2,1                        | 1                  |                    | Alessio D'Amato   |           |
|                            | Coalición de centroizquierda     | Democracia Solidaria                              | 1,9                        | 1                  |                    | Alessio D'Amato   |           |
|                            | Coalición de centroizquierda     | Alianza Verdes e Izquierda                        | 1,1                        | 0                  |                    | Alessio D'Amato   |           |
|                            | Coalición de centroizquierda     | Acción - Italia Viva                              | —                          | —                  |                    | Alessio D'Amato   |           |
|                            | Coalición de centroizquierda     | Partido Socialista Italiano                       | —                          | —                  |                    | Alessio D'Amato   |           |
|                            | Coalición de centroizquierda     | D'Amato Presidente (incl. SD, PRI y Artículo Uno) | —                          | —                  |                    | Alessio D'Amato   |           |
|                            | Coalición de centroderecha       |                                                   | Forza Italia               | 14,6               | 6                  | Francesco Rocca   |           |
|                            | Coalición de centroderecha       | Liga                                              | 10,0                       | 4                  |                    | Francesco Rocca   |           |
|                            | Coalición de centroderecha       | Hermanos de Italia                                | 8,7                        | 3                  |                    | Francesco Rocca   |           |
|                            | Coalición de centroderecha       | Unión de Centro – Verde es Popular                | 1,6                        | 1                  |                    | Francesco Rocca   |           |
|                            | Coalición de centroderecha       | Nosotros Moderados – Renacimiento                 | 1,6                        | 1                  |                    | Francesco Rocca   |           |
|                            | Coalición de centroderecha       | Rocca Presidente (incl. AP)                       | —                          | —                  |                    | Francesco Rocca   |           |
|                            | Coalición Movimiento 5 Estrellas |                                                   | Movimiento 5 Estrellas     | 22,1               | 10                 | Donatella Bianchi |           |
|                            | Coalición Movimiento 5 Estrellas | Polo Progresista                                  | 3,5                        | 1                  |                    | Donatella Bianchi |           |
|                            | Unión Popular                    | Unión Popular                                     | Unión Popular              | –                  | –                  | Rosa Rinaldi      |           |
|                            | Partido Comunista Italiano       | Partido Comunista Italiano                        | Partido Comunista Italiano | –                  | –                  | Sonia Pecorilli   |           |

1. ↑  Incluye a Izquierda Italiana y a Coordinación 2050

## Encuestas de opinión

### Candidatos
| Fecha          | Encuestadora            | Rocca | D'Amato | Bianchi | Rinaldi | Pecorilli | Otros | Dif. |
| -------------- | ----------------------- | ----- | ------- | ------- | ------- | --------- | ----- | ---- |
| Fecha          | Encuestadora            |       |         |         |         |           | Otros | Dif. |
| 20-23 Ene 2023 | Euromedia para Il Tempo | 44,7  | 35,5    | 18,0    | 1,0     | 0,3       | 0,5   | 9,2  |
| 19 Ene 2023    | Tecné para DIRE         | 46    | 35      | 16      | -       | -         | 3     | 11,0 |
| 17 Ene 2023    | Izi per La Repubblica   | 41,5  | 36,3    | 18,9    | -       | -         | 3,3   | 5,2  |
| 13-16 Ene 2023 | Tecné para DIRE         | 46    | 35      | 16      | -       | -         | 3     | 11,0 |
| 12 Ene 2023    | BiDiMedia               | 45,1  | 36      | 15,3    | 1,5     | 0,5       | 1,6   | 9,1  |
| 29 Dic 2022    | Izi para La Repubblica  | 42,6  | 34,8    | 18,3    | -       | -         | -     | 7,8  |
| 18 Nov 2022    | Winpoll                 | 40,5  | 38,2    | 12,9    | -       | -         | 8,4   | 2,3  |
| 16 Nov 2022    | Izi para La Repubblica  | 46,6  | 26      | 18      | -       | -         | 9     | 20,6 |

1. ↑  Fabrizio Pignalberi

#### Candidatos hipotéticos
| Fecha          | Encuestadora | Rocca | Otro CDX | D'Amato | M5S  | Izquierda | Otros | Dif. |
| -------------- | ------------ | ----- | -------- | ------- | ---- | --------- | ----- | ---- |
| Fecha          | Encuestadora |       |          |         |      |           | Otros | Dif. |
| 14-15 Nov 2022 | Winpoll      | 40,5  | —        | 38,2    | 12,9 | —         | 8,4   | 2,3  |
| 12-14 Nov 2022 | IZI          | —     | 48,8     | 27,4    | 23,8 | c. M5S    | —     | 21,4 |
| 12-14 Nov 2022 | IZI          | —     | 46,6     | 26,4    | 17,8 | 9,2       | —     | 20,2 |
| 12-14 Nov 2022 | IZI          | —     | 48,8     | 32,9    | 18,3 | c. CSX    | —     | 15,9 |

1. ↑  Stefano Fassina
2. 1 2 3  Fabio Rampelli
3. 1 2 3  Candidato desconocido

### Partidos políticos
| Fecha          | Encuestra | Muestra | Centroderecha | Centroderecha | Centroderecha | Centroderecha | Centroderecha | Centroderecha | Centroizquierda | Centroizquierda | Centroizquierda | Centroizquierda | Centroizquierda | Centroizquierda | Centroizquierda | M5S–SI | M5S–SI  | M5S–SI | AVS | UP  | PCI | Otros | Dif. |
| Fecha          | Encuestra | Muestra | FdI           | FI            | Lega          | Rocca         | NM            | UdC           | PD              | A–IV            | +E              | EV              | D'Amato         | PSI             | DemoS           | M5S    | Bianchi | SI     | AVS | UP  | PCI | Otros | Dif. |
| -------------- | --------- | ------- | ------------- | ------------- | ------------- | ------------- | ------------- | ------------- | --------------- | --------------- | --------------- | --------------- | --------------- | --------------- | --------------- | ------ | ------- | ------ | --- | --- | --- | ----- | ---- |
| Fecha          | Encuestra | Muestra |               |               |               |               |               |               |                 |                 |                 |                 |                 |                 |                 |        |         |        |     |     |     | Otros | Dif. |
| 13-16 Ene 2023 | Tecnè     | 1.000   | 34,0          | 5,5           | 5,0           | —             | —             | —             | 17,0            | 8,0             | 3,0             | 3,5             | —               | —               | —               | 15,0   | —       | 1,5    | —   | —   | —   | 7,5   | 17,0 |
| 9-11 Ene 2023  | BiDiMedia | 2.700   | 35,3          | 3,8           | 4,1           | 1,7           | 0,5           | 0,5           | 17,5            | 8,7             | 2,6             | 2,7             | 2,5             | 0,5             | 0,8             | 13,0   | —       | 2,0    | —   | 1,6 | 0,5 | 1,7   | 17,8 |
| 27-28 Dec 2022 | IZI       | 1.012   | 32,4          | 5,7           | 4,1           | 0,5           | —             | —             | 18,1            | 6,7             | 3,0             | 2,9             | 1,6             | 1,4             | 0,2             | 16,5   | 2,8     | —      | —   | —   | —   | 4,1   | 13,3 |
| 14-15 Nov 2022 | Winpoll   | 1.000   | 33,8          | 6,5           | 5,2           | —             | —             | —             | 17,0            | 8,2             | 2,8             | —               | —               | —               | —               | 15,9   | —       | —      | 3,5 | 1,3 | —   | 5,8   | 16,8 |
| 12-14 Nov 2022 | IZI       | 1.009   | 32,6          | 5,8           | 5,5           | —             | —             | —             | 16,7            | 7,0             | 2,5             | —               | —               | —               | —               | 16,7   | —       | —      | 4,2 | —   | —   | 9,9   | 15,9 |

## Resultados

Partido más votado por comune

|                                    |                                    |           |       |                       |                                         |                            |           |       |         |  |  |  |  |
| Candidatos                         | Candidatos                         | Votos     | %     | Escaños               | Partidos                                | Partidos                   | Votos     | %     | Escaños |  |  |  |  |
|                                    | Francesco Rocca                    | 936.388   | 53,89 | 1                     |                                         |                            |           |       |         |  |  |  |  |
|                                    | Francesco Rocca                    | 936.388   | 53,89 | 1                     | Hermanos de Italia                      | 520.731                    | 33,63     | 22    |         |  |  |  |  |
|                                    | Francesco Rocca                    | 936.388   | 53,89 | 1                     | Liga                                    | 131.811                    | 8,51      | 3     |         |  |  |  |  |
|                                    | Francesco Rocca                    | 936.388   | 53,89 | 1                     | Forza Italia                            | 130.566                    | 8,43      | 3     |         |  |  |  |  |
|                                    | Francesco Rocca                    | 936.388   | 53,89 | 1                     | Lista Rocca                             | 31.452                     | 2,03      | 1     |         |  |  |  |  |
|                                    | Francesco Rocca                    | 936.388   | 53,89 | 1                     | Unión de Centro                         | 25.000                     | 1,61      | 1     |         |  |  |  |  |
|                                    | Francesco Rocca                    | 936.388   | 53,89 | 1                     | Nosotros Moderados – Renacimiento       | 17.406                     | 1,12      | –     |         |  |  |  |  |
| Total                              | Total                              | 936.388   | 53,89 | 1                     | 856.966                                 | 55,35                      | 30        |       |         |  |  |  |  |
|                                    | Alessio D'Amato                    | 581.974   | 33,49 | 1                     |                                         |                            |           |       |         |  |  |  |  |
|                                    | Alessio D'Amato                    | 581.974   | 33,49 | 1                     | Partido Democrático                     | 313.658                    | 20,26     | 10    |         |  |  |  |  |
|                                    | Alessio D'Amato                    | 581.974   | 33,49 | 1                     | Acción - Italia Viva                    | 75.306                     | 4,86      | 2     |         |  |  |  |  |
|                                    | Alessio D'Amato                    | 581.974   | 33,49 | 1                     | Lista D'Amato                           | 47.194                     | 3,05      | 1     |         |  |  |  |  |
|                                    | Alessio D'Amato                    | 581.974   | 33,49 | 1                     | Alianza Verdes e Izquierda              | 42.330                     | 2,73      | 1     |         |  |  |  |  |
|                                    | Alessio D'Amato                    | 581.974   | 33,49 | 1                     | Democracia Solidaria                    | 18.417                     | 1,19      | –     |         |  |  |  |  |
|                                    | Alessio D'Amato                    | 581.974   | 33,49 | 1                     | Más Europa – Radicales Italianos – Volt | 14.870                     | 0,96      | –     |         |  |  |  |  |
|                                    | Alessio D'Amato                    | 581.974   | 33,49 | 1                     | Partido Socialista Italiano             | 7.986                      | 0,52      | –     |         |  |  |  |  |
| Total                              | Total                              | 581.974   | 33,49 | 1                     | 519.761                                 | 33,57                      | 14        |       |         |  |  |  |  |
|                                    | Donatella Bianchi                  | 186.860   | 10,75 | –                     |                                         | Movimiento 5 Estrellas     | 132.267   | 8,54  | 4       |  |  |  |  |
|                                    | Donatella Bianchi                  | 186.860   | 10,75 | –                     | Polo Progresista                        | 18.760                     | 1,21      | 1     |         |  |  |  |  |
| Total                              | Total                              | 186.860   | 10,75 | –                     | 151.027                                 | 9,75                       | 5         |       |         |  |  |  |  |
|                                    | Sonia Pecorilli                    | 16.962    | 0,98  | –                     |                                         | Partido Comunista Italiano | 10.229    | 0,66  | –       |  |  |  |  |
|                                    | Rosa Rinaldi                       | 15.361    | 0,88  | –                     |                                         | Unión Popular              | 10.305    | 0,67  | –       |  |  |  |  |
|                                    |                                    |           |       |                       |                                         |                            |           |       |         |  |  |  |  |
| Votos válidos                      | Votos válidos                      | 1.737.545 | 97,47 |                       | Votos válidos                           | Votos válidos              | 1.548.288 | 86,85 |         |  |  |  |  |
| Votos blancos y nulos              | Votos blancos y nulos              | 45.111    | 2,53  | Votos blancos y nulos | Votos blancos y nulos                   | 234.368                    | 13,15     |       |         |  |  |  |  |
| Total candidatos                   | Total candidatos                   | 1.782.656 | 100   | 2                     | Total partidos                          | Total partidos             | 1.782.656 | 100   | 49      |  |  |  |  |
| Abstención                         | Abstención                         | 3.008.956 | 62,80 |                       |                                         |                            |           |       |         |  |  |  |  |
| Votantes registrados/participación | Votantes registrados/participación | 4.791.612 | 37,20 |                       |                                         |                            |           |       |         |  |  |  |  |
| Fuente: Ministerio del Interior    |                                    |           |       |                       |                                         |                            |           |       |         |  |  |  |  |

| \| Voto popular \| Voto popular \| Voto popular \| Voto popular \| Voto popular \| \| ------------ \| ------------ \| ------------ \| ------------ \| ------------ \| \| \| \| \| \| \| \| FdI \| FdI \| \| 33.63 % \| 33.63 % \| \| PD \| PD \| \| 20.26 % \| 20.26 % \| \| M5S \| M5S \| \| 8.54 % \| 8.54 % \| \| Lega \| Lega \| \| 8.51 % \| 8.51 % \| \| FI \| FI \| \| 8.43 % \| 8.43 % \| \| A-IV \| A-IV \| \| 4.86 % \| 4.86 % \| \| D'Amato \| D'Amato \| \| 3.05 % \| 3.05 % \| \| AVS \| AVS \| \| 2.73 % \| 2.73 % \| \| Rocca \| Rocca \| \| 2.03 % \| 2.03 % \| \| UdC \| UdC \| \| 1.61 % \| 1.61 % \| \| Otros \| Otros \| \| 6.35 % \| 6.35 % \| |         |  |         |         |
| Voto popular |         |  |         |         |
| |         |  |         |         |
| FdI | FdI     |  | 33.63 % | 33.63 % |
| PD | PD      |  | 20.26 % | 20.26 % |
| M5S | M5S     |  | 8.54 %  | 8.54 %  |
| Lega | Lega    |  | 8.51 %  | 8.51 %  |
| FI | FI      |  | 8.43 %  | 8.43 %  |
| A-IV | A-IV    |  | 4.86 %  | 4.86 %  |
| D'Amato | D'Amato |  | 3.05 %  | 3.05 %  |
| AVS | AVS     |  | 2.73 %  | 2.73 %  |
| Rocca | Rocca   |  | 2.03 %  | 2.03 %  |
| UdC | UdC     |  | 1.61 %  | 1.61 %  |
| Otros | Otros   |  | 6.35 %  | 6.35 %  |

| \| Presidente \| Presidente \| Presidente \| Presidente \| Presidente \| \| ---------- \| ---------- \| ---------- \| ---------- \| ---------- \| \| \| \| \| \| \| \| Rocca \| Rocca \| \| 53.89 % \| 53.89 % \| \| D'Amato \| D'Amato \| \| 33.49 % \| 33.49 % \| \| Bianchi \| Bianchi \| \| 10.75 % \| 10.75 % \| \| Cecotti \| Cecotti \| \| 0.98 % \| 0.98 % \| \| Cecotti \| Cecotti \| \| 0.88 % \| 0.88 % \| |         |  |         |         |
| Presidente |         |  |         |         |
| |         |  |         |         |
| Rocca | Rocca   |  | 53.89 % | 53.89 % |
| D'Amato | D'Amato |  | 33.49 % | 33.49 % |
| Bianchi | Bianchi |  | 10.75 % | 10.75 % |
| Cecotti | Cecotti |  | 0.98 %  | 0.98 %  |
| Cecotti | Cecotti |  | 0.88 %  | 0.88 %  |

### Participación
| Región                                          | Hora       | Hora       | Hora       | Hora     |
| Región                                          | Domingo 12 | Domingo 12 | Domingo 12 | Lunes 13 |
| Región                                          | 12:00      | 19:00      | 23:00      | 15:00    |
| ----------------------------------------------- | ---------- | ---------- | ---------- | -------- |
| Lacio                                           | 7,50%      | 22,09%     | 26,27%     | 37,20%   |
| Provincia                                       | Hora       | Hora       | Hora       | Hora     |
| Provincia                                       | Domingo 12 | Domingo 12 | Domingo 12 | Lunes 13 |
| Provincia                                       | 12:00      | 19:00      | 23:00      | 15:00    |
| Frosinone                                       | 7,47%      | 25,84%     | 31,36%     | 44,98%   |
| Latina                                          | 7,95%      | 23,14%     | 27,37%     | 39,75%   |
| Rieti                                           | 7,63%      | 24,98%     | 30,02%     | 43,76%   |
| Roma                                            | 7,39%      | 21,13%     | 25,06%     | 35,17%   |
| Viterbo                                         | 8,08%      | 25,56%     | 30,53%     | 44,10%   |
| Fuente: Ministerio del Interior – Participación |            |            |            |          |

### Consejeros electos
| Circunscripción    | Partido | Partido          | Electo                  |
| ------------------ | ------- | ---------------- | ----------------------- |
| Lazio (en general) |         | Ind.-CDX         | Francesco Rocca         |
| Lazio (en general) |         | PD               | Alessio D'Amato         |
| Roma               |         | FdI              | Giancarlo Righini       |
| Roma               |         | FdI              | Micol Grasselli         |
| Roma               |         | FdI              | Massimiliano Maselli    |
| Roma               |         | FdI              | Marco Bertucci          |
| Roma               |         | FdI              | Fabrizio Ghera          |
| Roma               |         | FdI              | Emanuela Mari           |
| Roma               |         | FdI              | Edy Palazzi             |
| Roma               |         | FdI              | Antonello Aurigemma     |
| Roma               |         | FdI              | Roberta Angelilli       |
| Roma               |         | FdI              | Laura Corrotti          |
| Roma               |         | FdI              | Marika Rotondi          |
| Roma               |         | FdI              | Flavio Cera             |
| Roma               |         | FdI              | Maria Chiara Iannarelli |
| Roma               |         | PD               | Daniele Leodori         |
| Roma               |         | PD               | Eleonora Mattia         |
| Roma               |         | PD               | Emanuela Droghei        |
| Roma               |         | PD               | Michela Califano        |
| Roma               |         | PD               | Mauro Alessandri        |
| Roma               |         | PD               | Mario Ciarla            |
| Roma               |         | PD               | Rodolfo Lena            |
| Roma               |         | M5S              | Donatella Bianchi       |
| Roma               |         | M5S              | Marco Colarossi         |
| Roma               |         | M5S              | Roberta Della Casa      |
| Roma               |         | M5S              | Valerio Novelli         |
| Roma               |         | Lega             | Pino Cangemi            |
| Roma               |         | Lega             | Laura Cartaginese       |
| Roma               |         | FI               | Fabio Capolei           |
| Roma               |         | FI               | Diana Magari            |
| Roma               |         | A-IV             | Marietta Tidei          |
| Roma               |         | A-IV             | Luca Andreassi          |
| Roma               |         | Lista D'Amato    | Marta Bonafoni          |
| Roma               |         | Lista Rocca      | Mario Crea              |
| Roma               |         | AVS              | Claudio Marotta         |
| Roma               |         | Polo Progresista | Alessandra Zeppieri     |
| Roma               |         | UdC - VèP        | Nazareno Neri           |

| Circunscripción | Partido | Partido | Electo             |
| --------------- | ------- | ------- | ------------------ |
| Frosinone       |         | FdI     | Daniele Maura      |
| Frosinone       |         | FdI     | Alessia Savo       |
| Frosinone       |         | PD      | Sara Battisti      |
| Latina          |         | FdI     | Enrico Tiero       |
| Latina          |         | FdI     | Elena Palazzo      |
| Latina          |         | FdI     | Vittorio Sambucci  |
| Latina          |         | PD      | Salvatore La Penna |
| Latina          |         | Lega    | Angelo Tripodi     |
| Latina          |         | FI      | Cosmo Mitrano      |
| Rieti           |         | FdI     | Michele Nicolai    |
| Rieti           |         | FdI     | Eleonora Berni     |
| Viterbo         |         | FdI     | Daniele Sabatini   |
| Viterbo         |         | FdI     | Valentina Paterna  |
| Viterbo         |         | PD      | Enrico Panunzi     |